# Nowra
Nowra är en ort i Australien. Den ligger i kommunen Shoalhaven och delstaten New South Wales, i den sydöstra delen av landet, omkring 130 kilometer sydväst om delstatshuvudstaden Sydney. Antalet invånare är 34 479.
Nowra är det största samhället i trakten. 
I omgivningarna runt Nowra växer i huvudsak städsegrön lövskog. Runt Nowra är det glesbefolkat, med 18 invånare per kvadratkilometer. Genomsnittlig årsnederbörd är 1 352 millimeter. Den regnigaste månaden är februari, med i genomsnitt 211 mm nederbörd, och den torraste är juli, med 36 mm nederbörd.